# أنتوني يوريبا
أنتوني يوريبا (بالإسبانية: Anthony Uribe) (24 أكتوبر 1990 في فنزويلا - ) هو لاعب كرة قدم فنزويلي في مركز الهجوم. لعب مع Atlético Venezuela C.F. ‏.

## وصلات خارجية
- أنتوني يوريبا على موقع قاعدة بيانات كرة القدم.إي يو (الإنجليزية)
- أنتوني يوريبا على موقع Soccerway.com (الإنجليزية)